# Pietro Liberi
Pietro Liberi ou Pietro Libertino Liberi (Padoue, 1605 - 18 octobre 1687) est un peintre italien baroque du XVIIe siècle qui fut actif principalement à Venise et en Vénétie.

## Biographie
Pietro Liberi est né à Padoue et a fait sa première formation auprès Alessandro Varotari (« il Padovanino »). 
Sa jeunesse fut tumultueuse et lors d'un voyage à Constantinople en 1628, il a été capturé et réduit en esclavage pendant huit mois par des pirates provenant de  Tunis. Il poursuivit ses voyages aventureux dans le bassin méditerranéen, puis il est à Rome entre 1638 et 1641. Il remonte ensuite vers la Vénétie en passant par la Toscane et l'Émilie.
Installé à Venise en 1643, il y fait des faux pendant huit ans avant de partir à Vienne et visiter la Hongrie, la Bohême et l'Allemagne de 1658 à 1659, en peignant des compositions religieuses. Il revient définitivement à Venise en 1659, couronnant sa carrière par d'importantes commandes.
Il a été surnommé Il Libertino (« le libertin ») en raison de ses choix de thèmes licencieux. Il excella autant dans les sujets profanes que par ses fresques décoratives. Son chef-d'œuvre est probablement le retable Sainte Hélène cherchant la Croix pour l'église San Moisè à Venise.
Il fut le premier président de l'Académie des peintres de Venise.
Son fils Marco (v. 1644- documenté jusqu'en 1691) travailla à Venise et à Vienne.

## Œuvres
Venise
- Vénus entre les nuages avec cupidon, huile sur toile, Ca' Rezzonico
- La Victoire des vénitiens sur les turcs au détroit des Dardanelles, 1660-1665, huile sur toile, 520 × 1 005 cm, salle du scrutin, Palais des Doges. Commandée en 1656 par le Sénat de la république pour célébrer cette victoire[1].
- L’exaltation de la croix et saint Hélène, église San Moisè;
- Le Massacre des Innocents, Église di Ognissanti;
- Crucifixion et Marie-Madeleine, huile sur toile, Basilique de San Zanipolo;
- Annonciation, Basilique Santa Maria della Salute;
- Venise aux pieds de Saint Antoine de Padoue , huile sur toile, Basilique Santa Maria della Salute;
- Serpent de bronze, Basilique San Pietro di Castello;

Vicence
- Noé quittant l'arche, cathédrale de Vicence;
- Venus adorée par les Grâces, Museo Civico;
- Mariage mystique de sainte Catherine, église Sainte Catherine, Vicence;

Padoue
- L'extase de sainte Thérèse Basilique de sainte Justine de Padoue

## Galerie

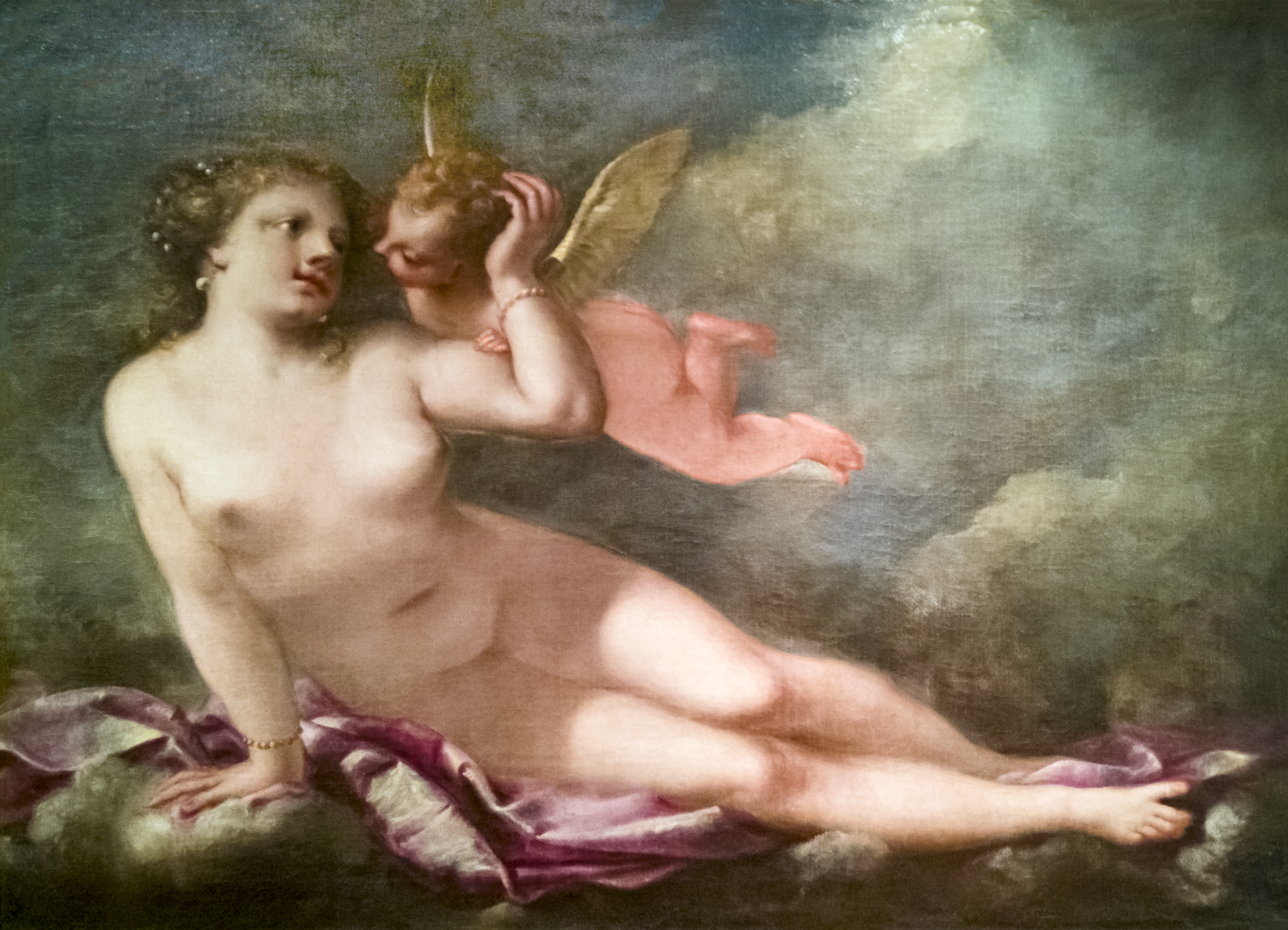
Vénus entre les nuages avec cupidon, Ca' Rezzonico
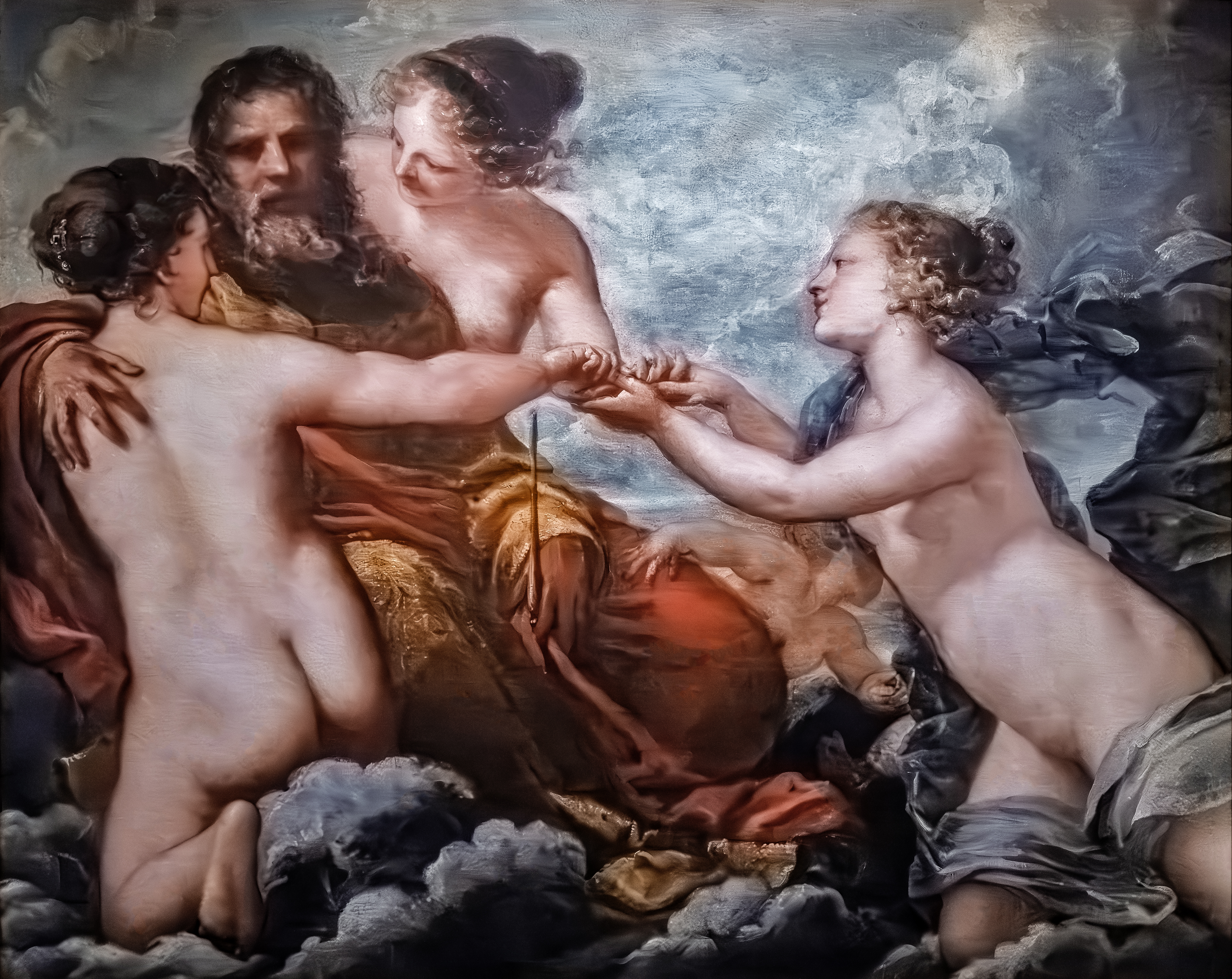
Jupiter entouré de divinités féminines, Ca' Rezzonico
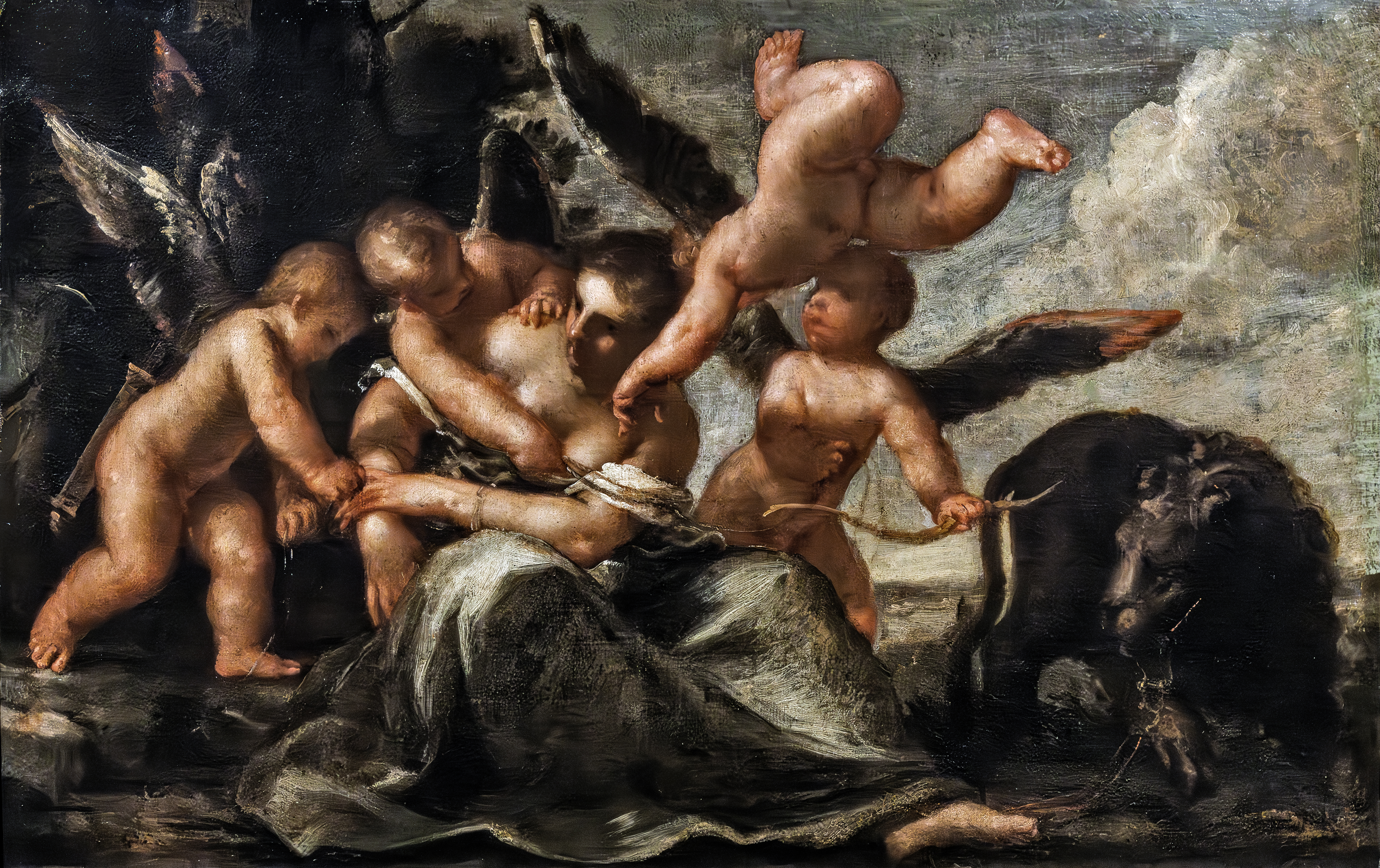
Allégorie de la force captive, Ca' Rezzonico
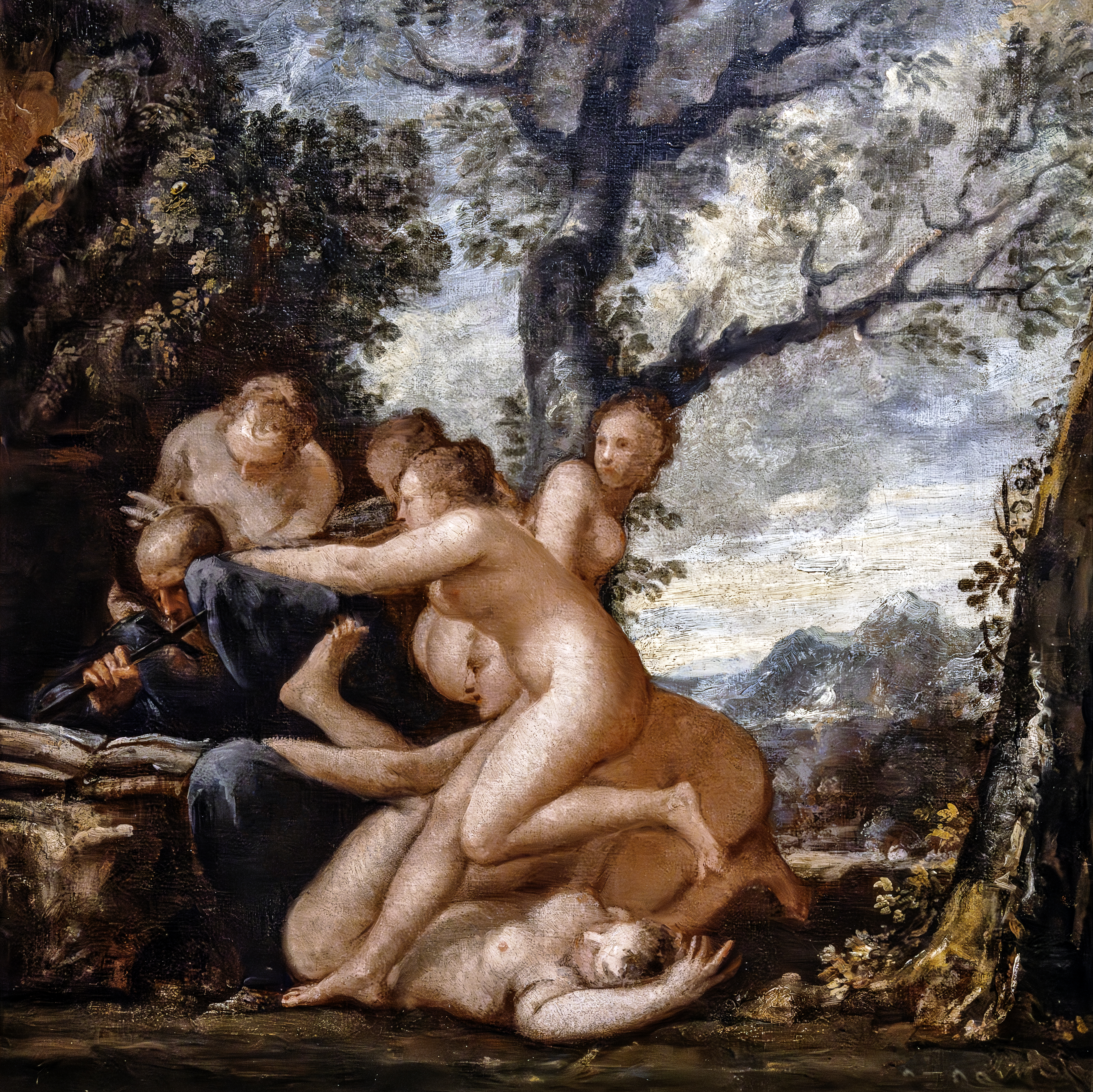
Tentations de Saint Antoine, Ca' Rezzonico
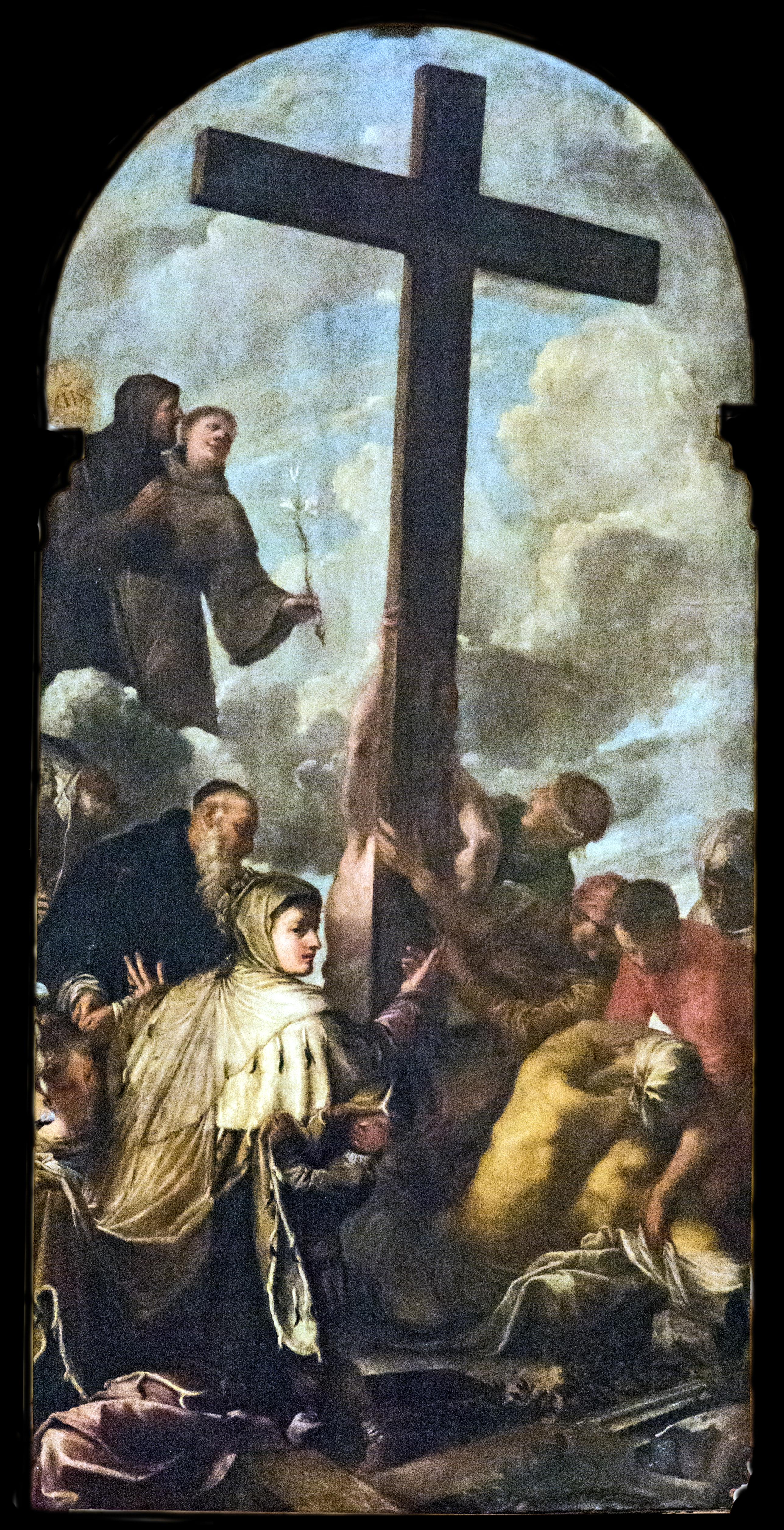
L’exaltation de la croix et saint Hélène église San Moisè
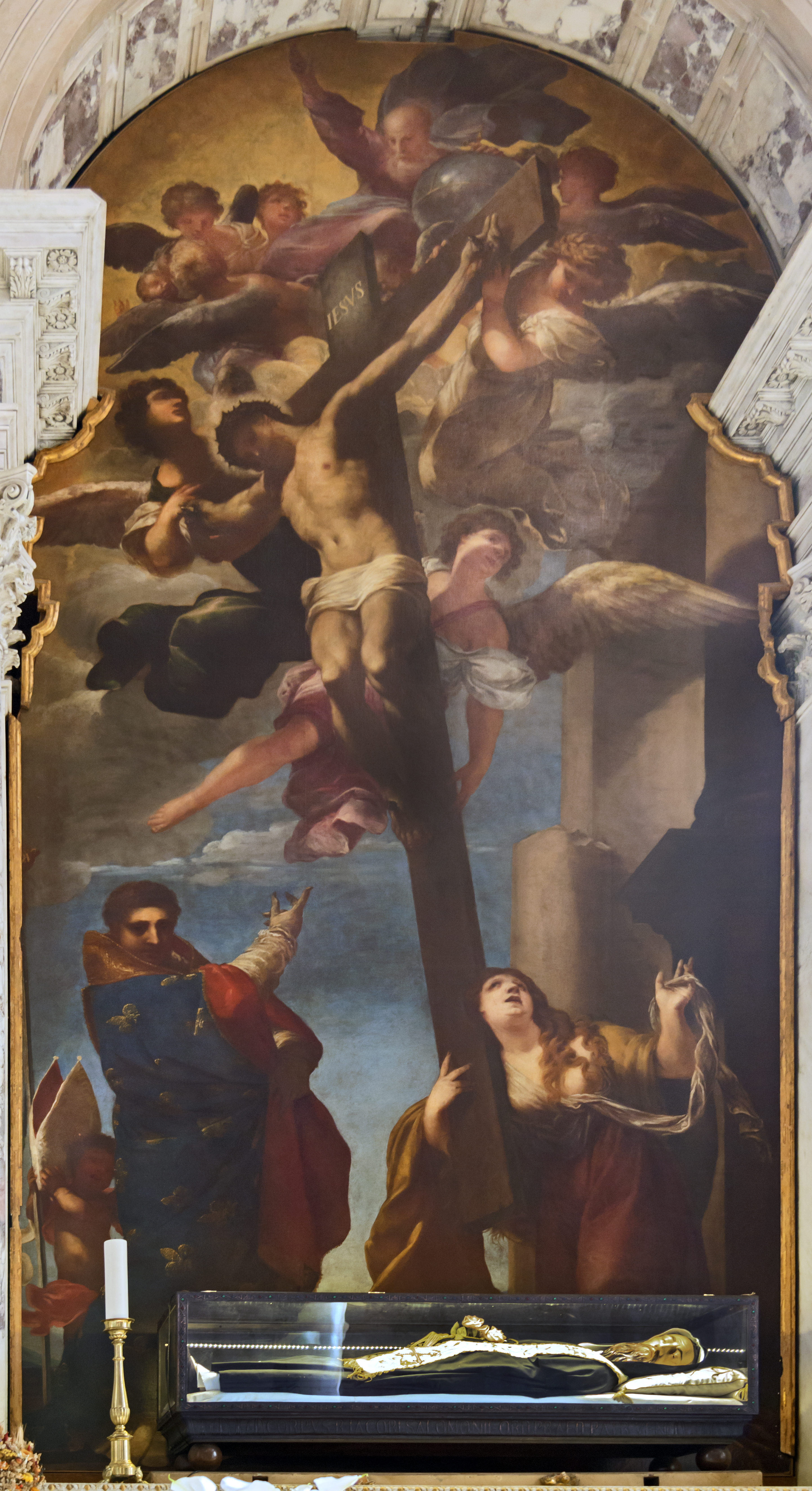
La Crocifissione e la Maddalena Basilique de San Zanipolo
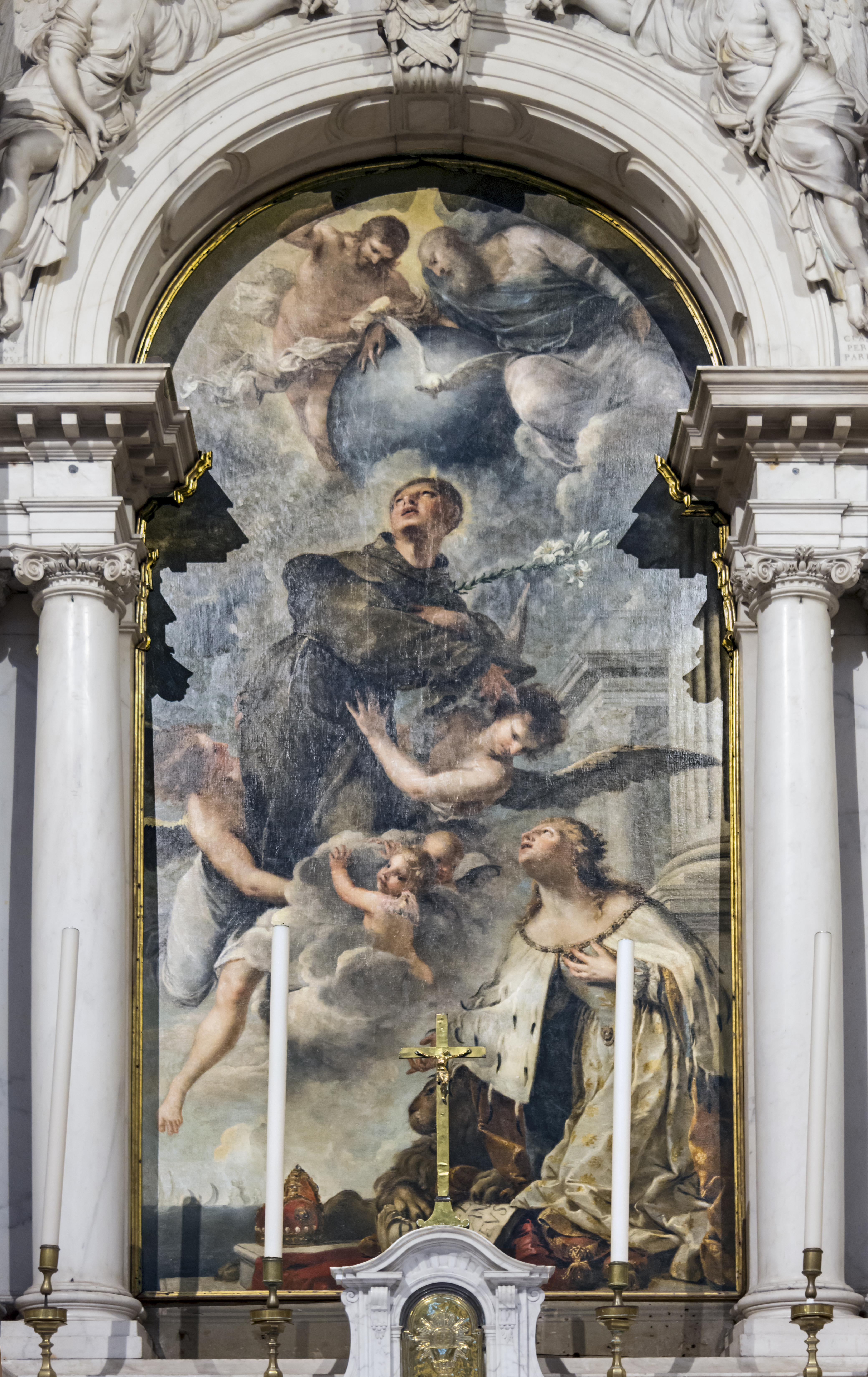
Venise aux pieds de Saint Antoine de Padoue Basilique Santa Maria della Salute
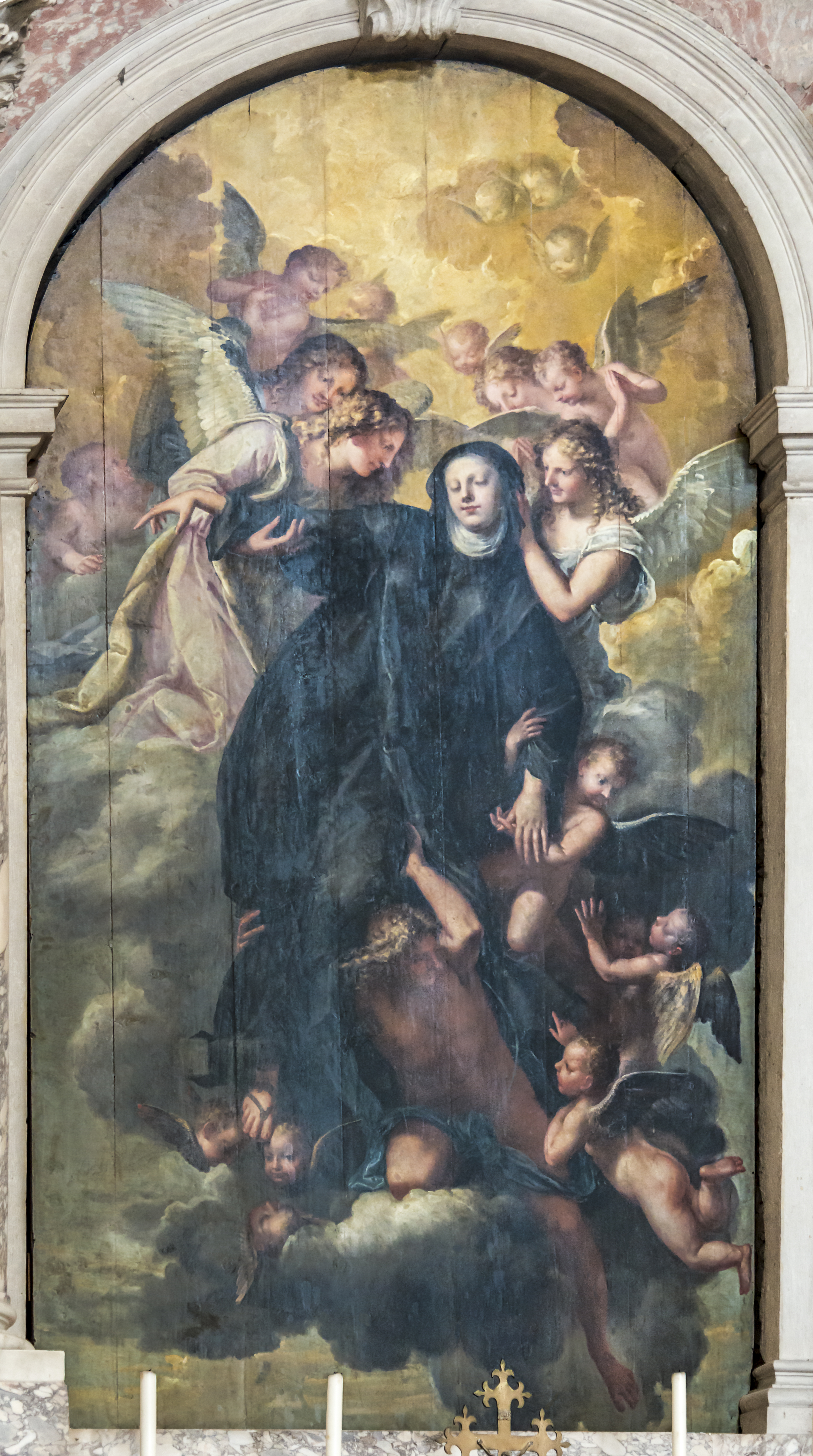
L'extase de sainte Thérèse Basilique de sainte Justine de Padoue
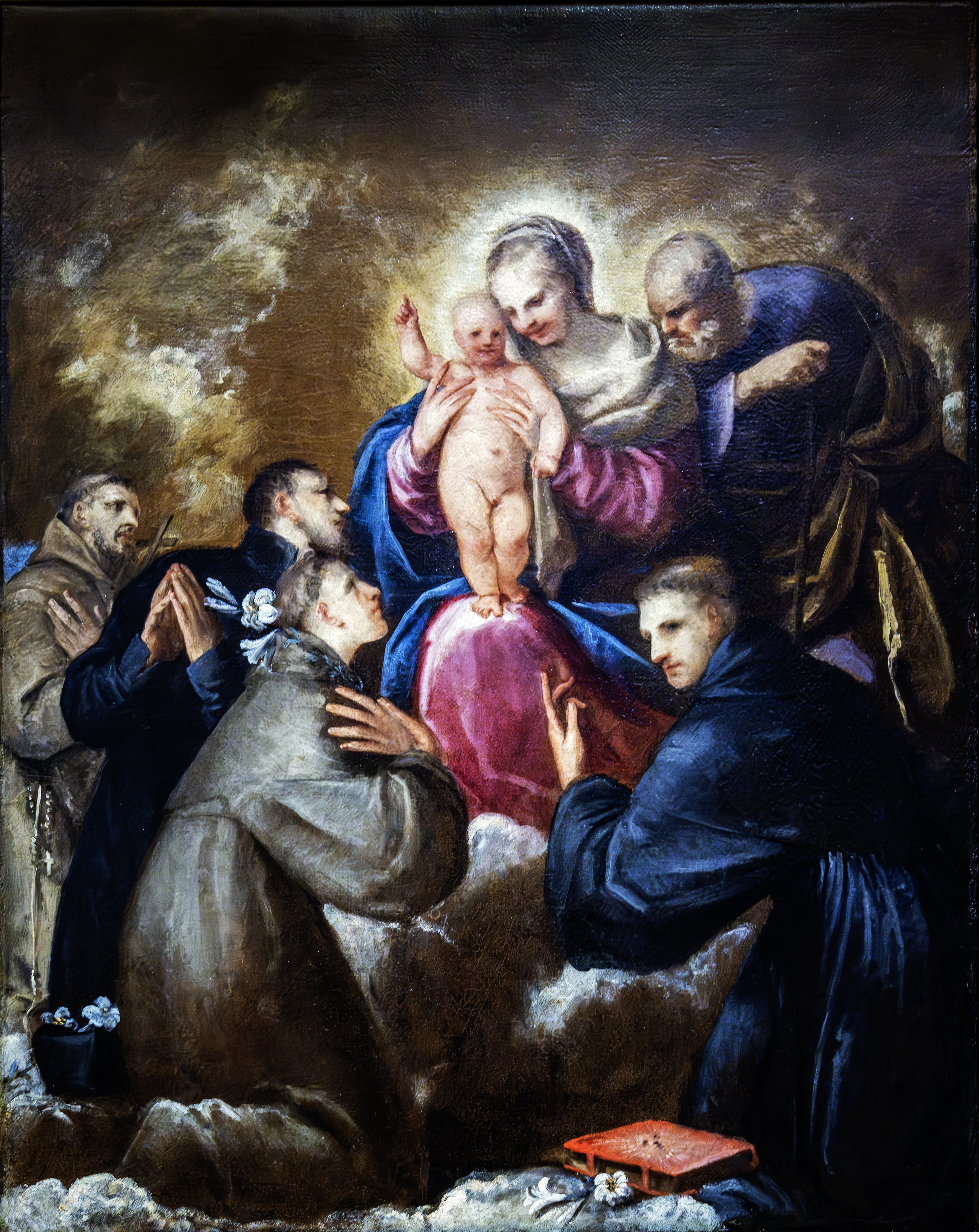
Vierge à l'Enfant avec les saints -  Musée civique de Ste Catherine à Trévise
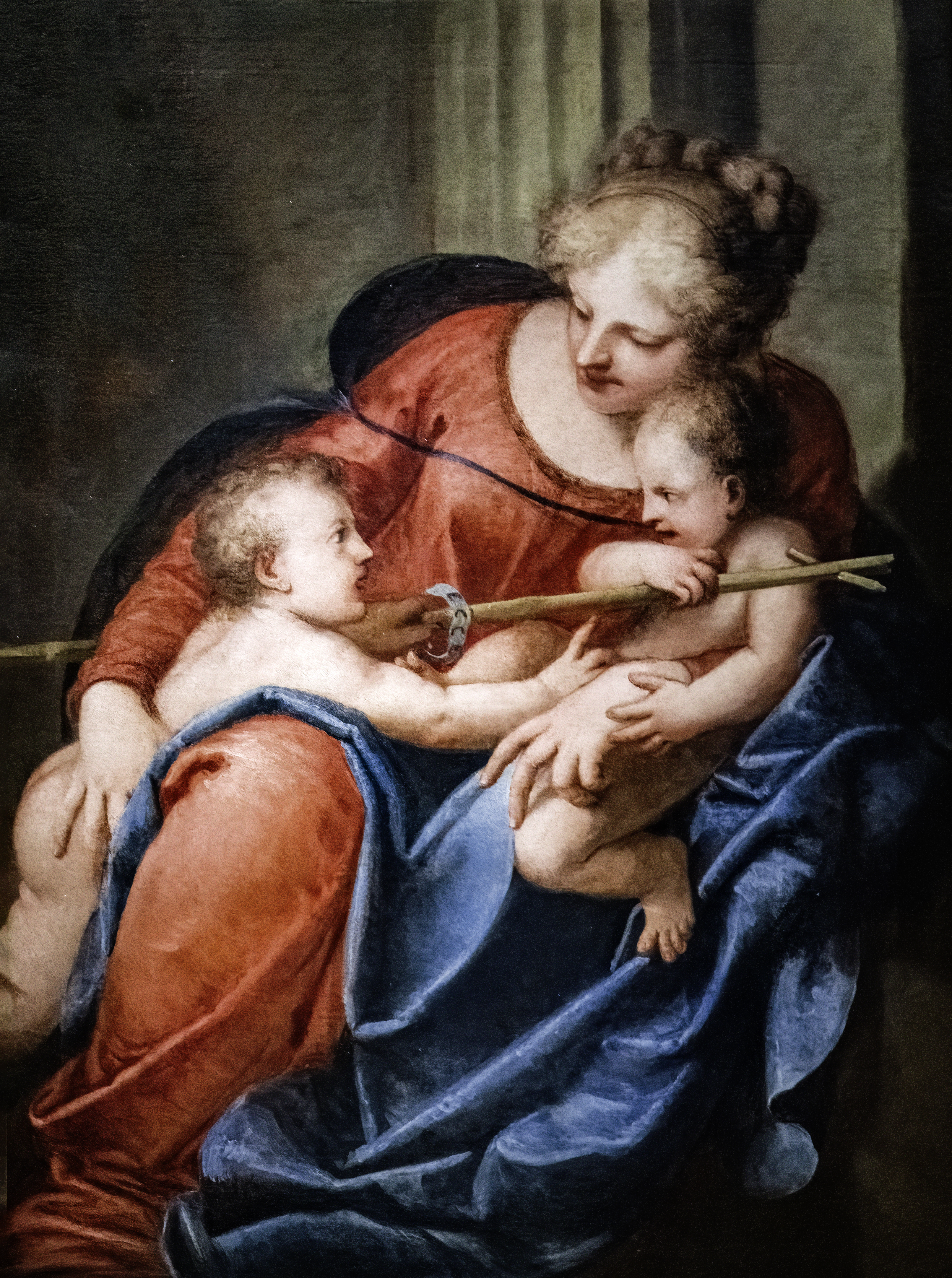
La Vierge à l'Enfant et Saint Jean Baptiste -  Musée civique de Ste Catherine à Trévise

- Le Déluge (1662), église Santa Maria Maggiore, Bergame,
- Betsabé, Musée National d'Arte, Moldavie,
- Allégorie de la tempérence, huile sur toile, 119 × 86 cm, collection privée,
- Le Temps défait par la Vérité (v.1665), huile sur toile, 114 × 157 cm, collection privée,
- Apothéose de l'empereur Léopold Ier d'Autriche, (1658 - 1659),
- Le Doge Francesco Cornaro,
- Scène de l'Antiquité, huile sur toile, 145 × 115 cm, Galerie Nationale de Slovenie, Ljubljana,
- Diane et Actéon, Staatliche Museum, Berlin,
- Angélique et Médor,
- Portrait de garçon, Palazzo Montecitorio, Rome,
- Endymion dormant (1660), huile sur toile, 84 × 147 cm, musée de l'Ermitage, Saint-Pétersbourg,
- Vénus, Cupidon et les trois Grâces, Landesmuseum Joanneum, Graz
- Toilette d'une dame, château de Schleissheim, Munich,
- Diane au repos après la poursuite, Laing Art Gallery,
- Vénus désarmant Cupidon, The Bowes Museum,